# Temporada 2011 del Campeonato de Europa de Rally

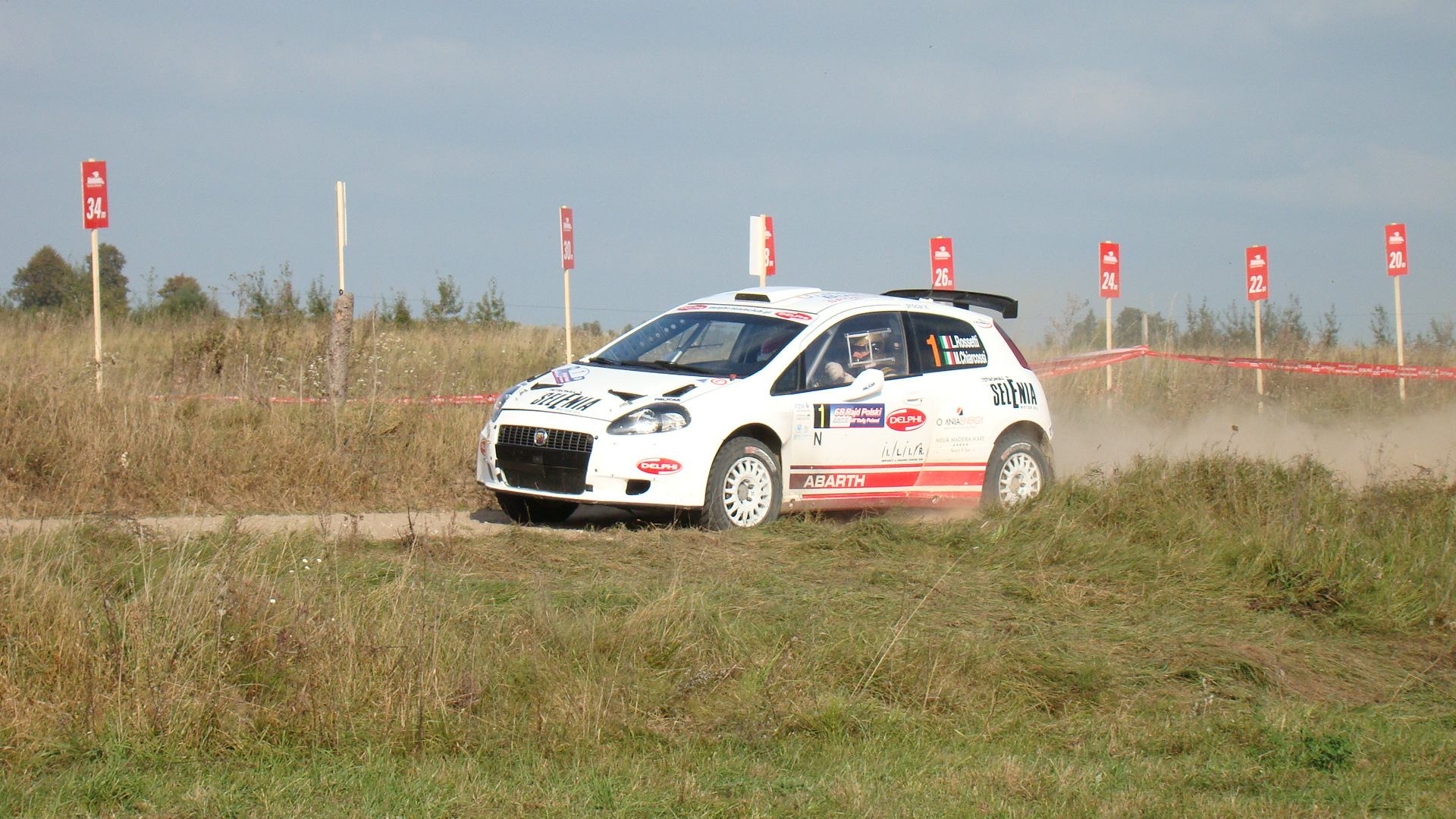
Rosetti, el vencedor, durante una de las competiciones del campeonato

La temporada 2011 fue la edición 59º del Campeonato de Europa de Rally. Comenzó en el Rally 1000 Miglia el 14 de abril y finalizó con el Rallye International du Valais el 29 de octubre. El vencedor fue el italiano Luca Rossetti que consiguió su tercer título europeo.

## Calendario
El calendario para la temporada 2011 constaba de 12 pruebas pero el ELPA Rally fue cancelado por motivos económicos.
| N.º | Fecha               | Rally                          | Superficie | Otros            | Info.      |
| --- | ------------------- | ------------------------------ | ---------- | ---------------- | ---------- |
| -   | 1–3 de abril        | ELPA Rally                     | Cancelado  | Cancelado        | Cancelado  |
| 1   | 14-16 de abril      | Rally 1000 Miglia              | Asfalto    | Italia           | Resultados |
| 2   | 20–22 de mayo       | Croatia Rally                  | Asfalto    | Croacia          | Resultados |
| 3   | 3–5 de junio        | Bosphorus Rally                | Tierra     | Turquía          | Resultados |
| 4   | 23–25 de junio      | Geko Ypres Rally               | Asfalto    | IRC, Bélgica     | Resultados |
| 5   | 8–10 de julio       | Rally Bulgaria                 | Asfalto    |                  | Resultados |
| 6   | 4–6 de agosto       | Rally Vinho da Madeira         | Asfalto    |                  | Resultados |
| 7   | 26–28 de agosto     | Barum Rally Zlín               | Asfalto    | IRC              | Resultados |
| 8   | 9–11 de septiembre  | Rally Príncipe de Asturias     | Asfalto    | España, Asturias | Resultados |
| 9   | 23–25 de septiembre | Rally Poland                   | Tierra     |                  | Resultados |
| 10  | 14–16 de octubre    | Rallye d'Antibes Côte d'Azur   | Asfalto    |                  | Resultados |
| 11  | 27–29 de octubre    | Rallye International du Valais | Asfalto    |                  | Resultados |

## Resultados

### Campeonato de pilotos
| Pos                                | Piloto             | ITA | CRO | TUR | BEL | BUL | POR | CZE | ESP | POL | FRA | SUI | Pts   |
| ---------------------------------- | ------------------ | --- | --- | --- | --- | --- | --- | --- | --- | --- | --- | --- | ----- |
| 1                                  | Luca Rossetti      | 1   | 1   |     | 2   | 1   | 1   |     |     | 2   | 1   | Ret | 253   |
| 2                                  | Luca Betti         | 4   | 2   | 1   | Ret | 3   | 2   | 5   | 1   |     | 2   | Ret | 223   |
| 3                                  | Antonín Tlusťák    | (9) | 6   | 4   | 3   | 5   | 3   | 4   | 2   | (4) | 4   | 1   | 164   |
| 4                                  | Maciej Oleksowicz  | 7   | 3   | 2   | 4   |     | Ret | 3   | Ret | Ret | 3   | 2   | 163   |
| 5                                  | Szymon Ruta        |     | 5   | 3   |     | 7   | 4   |     | 3   | 3   | Ret |     | 101   |
| 6                                  | Rok Turk           | 10  | 8   |     |     | 9   | 5   | 8   |     |     | 5   | 3   | 59    |
| 7                                  | Giovanni Vergnano  | Ret | 10  | Ret |     | 10  | 6   |     | 4   | Ret | 6   | 4   | 51    |
| No clasificados para el Campeonato |                    |     |     |     |     |     |     |     |     |     |     |     |       |
|                                    | Michał Sołowow     |     |     |     | 1   |     |     | 1   |     | 1   |     |     | (115) |
|                                    | Dimitar Iliev      | 5   | 4   |     |     | 4   |     |     |     |     |     |     | (46)  |
|                                    | Renato Travaglia   | 2   | Ret | Ret |     |     |     |     |     |     |     |     | (35)  |
|                                    | Giandomenico Basso |     |     |     | Ret |     |     | 2   |     |     |     |     | (31)  |
|                                    | Petar Gyoshev      | Ret |     |     |     | 2   |     |     |     |     |     |     | (28)  |
|                                    | Maciej Rzeźnik     |     | 7   |     |     | 6   |     |     | Ret | Ret |     |     | (23)  |
|                                    | Alessandro Perico  | 3   |     |     |     |     |     |     |     |     |     |     | (21)  |
|                                    | Stefano Albertini  | 6   |     |     | Ret |     |     | 6   |     |     |     |     | (18)  |
|                                    | Todor Slavov       |     |     | 5   |     | 8   |     | Ret |     |     |     |     | (17)  |
|                                    | Piero Longhi       | Ret | Ret |     |     |     |     |     |     |     |     |     | (7)   |
|                                    | Marco Cavigioli    |     |     |     |     |     |     | 7   |     |     |     |     | (6)   |
|                                    | Marco Signor       | 8   |     |     |     |     |     |     |     |     |     |     | (4)   |
|                                    | Elia Bossalini     | Ret | 9   |     |     |     |     |     |     |     |     |     | (2)   |
|                                    | Cyril Vosahlo      |     |     |     |     |     |     |     |     |     | Ret |     | (1)   |

### Campeonato dos Ruedas Motrices
| Pos | Piloto            | ITA | CRO | TUR | BEL | BUL | POR | CZE | ESP | POL | FRA | SUI | Pts |
| --- | ----------------- | --- | --- | --- | --- | --- | --- | --- | --- | --- | --- | --- | --- |
| 1   | Rok Turk          | 3   | 1   |     |     | 2   | 1   | 2   |     |     | 1   | 1   | 231 |
| 2   | Giovanni Vergnano | Ret | 2   | Ret |     | 3   | 2   |     | 1   | Ret | 2   | 2   | 186 |